# あなたの土曜日 真季子とともに
『あなたの土曜日 真季子とともに』（あなたのどようび まきことともに）は、東海ラジオ放送で1974年10月5日から1994年7月30日まで放送されていた土曜日午前のラジオワイド番組。

## 概要
1974年10月の改編で土曜日の午前9時台から11時台にかけて新設されたワイド番組枠にて、スタート前年の1973年に『東海ハイウェイ』木曜日に出演していた末広真樹子をパーソナリティに迎えて放送開始。最初は、大阪を中心に仕事をしている末広に対し、忙しかった上に名古屋へ来ることはちょっと消極的だったということで出演交渉ははかどらず、最後はNHKドラマ『帽子とひまわり』のリハーサル室にスタッフが押しかけて直談判して交渉が成立したという。そしてアシスタントには「笑い声に表情のある人がいい」という末広の希望で、天野良春が選ばれた。
番組の第一声は「男の人、聞かんといてちょうだい」であった。
『東海ラジオ放送創立50年のあゆみ』によれば、この番組は主婦層からの圧倒的支持を受け、常に他局を寄せ付けないような高聴取率を獲得していたという。
本番組の初代ディレクターだった伊藤英太郎によれば、本番組人気の秘訣として「主婦のささやかなレクリエーションは“井戸端会議”であるが、これは放送エリア内（東海3県など）を電波で結んで“大井戸端会議”をやっているようなもの。末広さんがいつも話の中心に居て話を面白そうに聞き、それに近所で評判の色男という設定の天野さんが時々口をはさむという掛け合い」であるということを話していたことがある。末広自身も、番組を通じて主婦たちと赤裸々な会話がしたいとして「女の長風呂のラジオ版でありたい」と願っていたと話している。第一回放送の時にも、末広は天野のことを「東海随一の石坂浩二こと」と紹介していた。そして番組中でも、エッチな話題や投書も赤裸々に紹介されていた。
本番組は主に一時間ごとに、9時台が第一部『電話相談室』、10時台が第二部『思い出はメロディーにのって』、11時台が第三部『こんな話・あんな話』の三部構成となっていた。
オープニングテーマ曲はフランク・プゥルセルの『CLO CLO』（クロ・クロ）。
1980年4月からは、末広自身の活動名義変更により、番組タイトルも『真樹子とともに』から『真季子とともに』に変更となっている。
番組で毎年周年記念パーティーが行われ、リスナーも招待されていた。1985年2月にはファンの集いとして、シンガポール旅行が行われた。1993年10月には番組20周年記念イベントを兼ねて、自身の「結婚披露宴」を開催した。

### 突然の終了
放送開始20周年を目前にした1994年7月、参議院愛知県選挙区から当選していた新間正次が経歴詐称事件により公職選挙法251条によって当選無効となった。同年9月11日に再選挙が実施されることになり、これに伴い、末広は当番組の降板を7月29日に東海ラジオに申し入れ、7月30日は「ここにもある男女の差別」をテーマにした特集であり、番組のエンディングで「私、夏休みをもらえますか? ちょっと勉強をしてきます」の発言を最後に、19年10か月の歴史に幕を閉じた。8月1日に末広は記者会見で愛知県選挙区から立候補を表明。末広からの突然の降板申し入れで 後番組の準備が間に合わず、1994年8月中の放送枠はつなぎ番組として「ホリデースペシャル」の番組タイトルで、以下の各企画を放送した。
- 8月6日：『杉田二郎と仲間たち』
- 8月13日：『松山千春とその時代』
- 8月20日：『さだまさし・関白宣言から15年』
- 8月27日：『小室等・'94旅日記』
  - 以上の各企画は全て、天野良春が進行役として担当した。

この1か月の間に次の番組の企画を進め、1994年9月3日から後番組『小枝のめちゃええかんじ』を開始した。

## 出演者
- 末広真季子 （1980年3月まで「末広真樹子」）
- 天野良春 （東海ラジオ アナウンサー(当時)）

## 放送時間
| 期間                      | 放送時間            |
| ------------------------- | ------------------- |
| 1974年10月5日 - 1982年3月 | 土曜日 9:00 - 12:00 |
| 1982年4月 - 1994年7月30日 | 土曜日 9:20 - 12:0  |

## コーナー
第一部「電話相談室」（9時台）
- 最初は末広、天野とは別の回答者を迎えて進行されていたが、その後は末広と相談者の一対一で、じっくり話をするという形式になった[1]。

第二部「思い出はメロディーにのって」（10時台）
- リスナーの思い出のエピソードを紹介し、リクエスト曲を放送[1]。
- 主婦にききたいベスト10[14]

第三部「こんな話・あんな話」（11時台）
- フリートークやリスナーからの話題。「主婦の体験レポート」などを紹介[4]。
- 川柳コーナー
  - 毎週決められた、お題に沿って、リスナーから寄せられた川柳を紹介。後にエッチな作品が多くを占めるようになったが、その作品についての返しや処理が上手く、ディレクター曰く「不潔感はまるでなかった」という[1]。
- 早口ことばコーナー
  - リスナー作の早口言葉に天野が挑戦していた[15]。
- うちの父ちゃん
  - 主婦が自分の夫のことを語るレポート[4]。
- 真樹子（真季子）のトピックジャーナル
  - おたよりコーナー[4]。

その他のコーナー
- そんなバカラゲーム[14]（1979年から）[1]
  - リスナー同士電話で対戦するゲームで、それぞれ対戦相手を決めて行う。勝った人に1万円を贈呈[16]。
- 住まいのよろず相談[14]
- 新婚旅行泣き笑い[1]
- カラオケタッグマッチ あなたがチャンピオン（1982年から）[17]
- ニュース（10:53頃、11:53頃）

## 番組本
- 東海ラジオ放送（編）、1984年12月1日『あなたの土曜日 真季子とともに』シンコーミュージック。
- 東海ラジオ放送（編）、1989年11月28日『おばはんラプソディー : 真季子とともに 泣いて笑って15年』エフエー出版。
- 東海ラジオ放送（編）、1993年10月7日『おんなのキャッチボール : 真季子とともに』エフエー出版。